# Charles R. Cross
Charles R. Cross (wym. ʧɑrlz ɑr. krɔs; ur. 1957 w Seattle, zm. 9 sierpnia 2024) – amerykański dziennikarz, krytyk muzyczny, redaktor i autor książek o tematyce muzycznej. Pisał artykuły dla takich magazynów jak „Esquire”, „The New York Times”, „Rolling Stone” i „The Seattle Times”.

## Życiorys

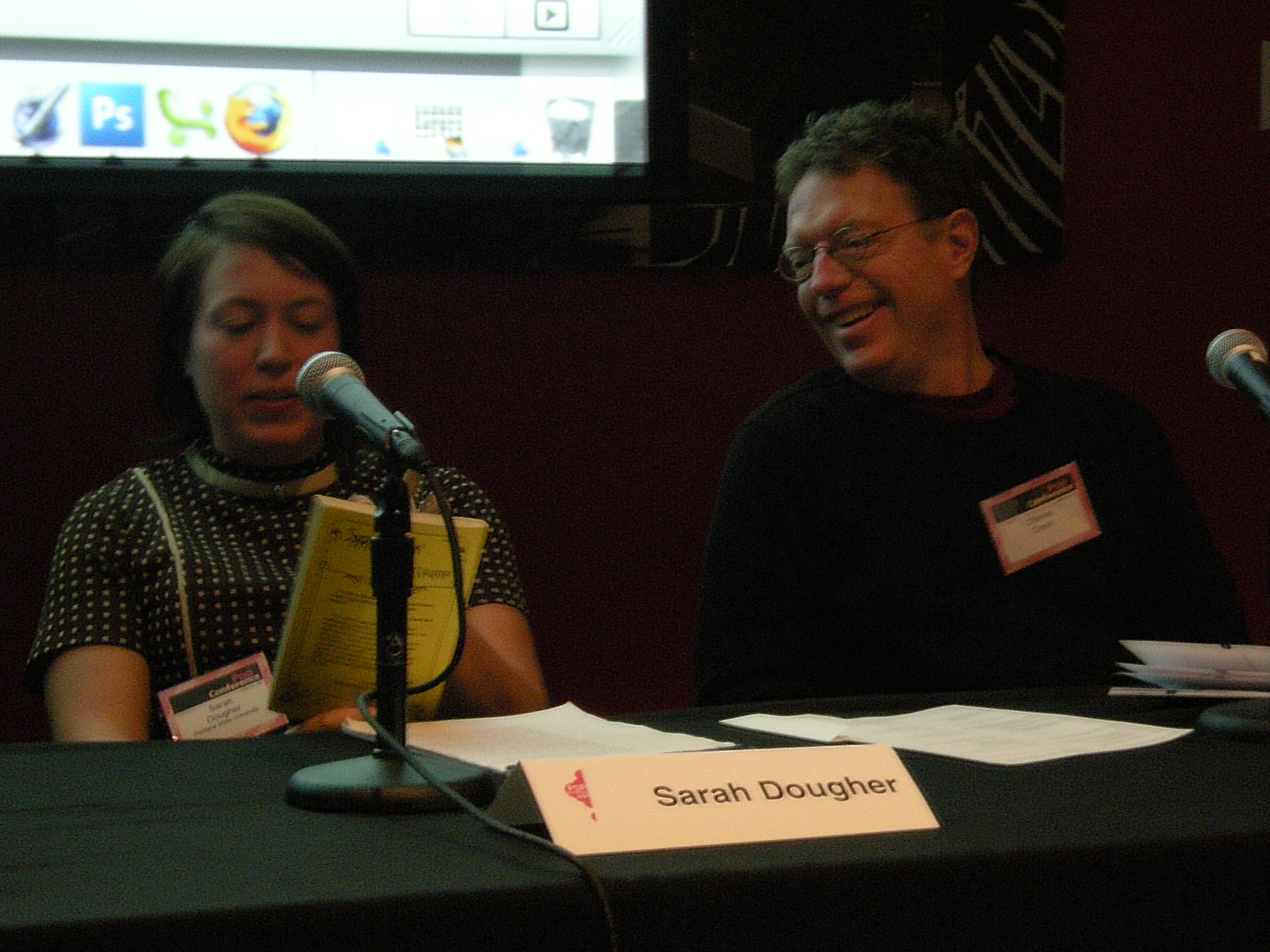
Sarah Dougher i Cross w 2009

Charles R. Cross był absolwentem Uniwersytetu Waszyngtońskiego. W okresie nauki udzielał się jako reporter w studenckiej gazecie „The Daily”. W czasach młodości duży wpływ na niego wywarł twórca nurtu Nowego Dziennikarstwa Tom Wolfe, z którym przeprowadził krótką, 15-minutową rozmowę. Ukazała się ona na pierwszej stronie „The Daily”, i zdobyła kilka nagród dziennikarskich. „Spotkałem go w college’u i spędziłem z nim sześć godzin w holu na lotnisku Sea-Tac. Czytanie tego rodzaju twórczej literatury faktu, którą napisał, pomogło mi wyobrazić sobie, że mogę być kimś więcej niż pisarzem codziennych gazet”.
Ojciec Crossa był psychologiem. Jak sam przyznał: „Nie wiem, ile to wszystko wpłynęło na mnie, ale myślę, że nie ma nic bardziej fascynującego w naszym świecie niż ludzie. Jako biograf próbujesz rozwikłać tę zagadkę. (…) Żadnej osoby nie można podsumować w żadnej książce, bez względu na to jak duża jest, bez względu na bliskość źródeł. Nawet w autobiografii”.
Przez czternaście lat (1986–2000) był redaktorem gazety „The Rocket”, mającej swoją siedzibę w Seattle, skupiającej się w głównej mierze na lokalnej scenie muzycznej. Był założycielem funkcjonującego od lat 80. „Backstreets Magazine”, czasopisma przeznaczonego dla fanów Bruce’a Springsteena oraz autorem biografii wokalisty i gitarzysty Nirvany Kurta Cobaina (Pod ciężarem nieba, 2001), za którą został nagrodzony ASCAP Award w 2002.
Był również autorem wielu publikacji książkowych, między innymi poświęconych twórczości takim artystom jak Bruce Springsteen, Heart, Jimi Hendrix, Led Zeppelin i Nirvana.

## Wybrane publikacje
- 1989: Backstreets: Springsteen, the Man and His Music, Harmony Books, Nowy Jork 1989/1992. ISBN 0-517-58929-X
- 1991: Led Zeppelin: Heaven and Hell, Harmony Books, 1991. ISBN 978-0-517-58308-1
- 1998: Classic Rock Albums: Nevermind: Nirvana, Music Sales Group, 1998/2003. ISBN 978-0-8256-7286-6. (wspólnie z Jimem Berkenstadtem)
- 2001: Heavier Than Heaven: A Biography of Kurt Cobain, Hyperion, 2001. ISBN 0-7868-8402-9
- 2005: Room Full of Mirrors: A Biography of Jimi Hendrix, Sceptre, 2005. ISBN 0-340-82683-5
- 2008: Cobain Unseen, Little, Brown and Company, 2008. ISBN 978-0-316-03372-5
- 2009: Led Zeppelin: Shadows Taller Than Our Souls, It Books. ISBN 978-0061809149
- 2012: Kicking & Dreaming: A Story of Heart, Soul, and Rock & Roll, HarperCollins, Nowy Jork, 2012. ISBN 978-0-06-210167-9. (wspólnie z Ann i Nancy Wilson)
- 2014: Here We Are Now: The Lasting Impact of Kurt Cobain, Blackstone Audio, 2014. ISBN 978-1483002910